# فرانسزگ بیمون
فرانسزگ بیمون (کاتالونیایی: Francesc Bellmunt؛ تلفظ کاتالان: [fɾənˈsɛzɡ ˌbeʎˈmun]؛ زادهٔ ۱ فوریهٔ ۱۹۴۷) کارگردان فیلم و نویسنده کاتالونیایی اهل اسپانیا است.
از فیلم‌ها یا مجموعه‌های تلویزیونی که وی در آن‌ها نقش داشته‌است می‌توان به «مونتوریول، خدای دریا» و «یک جفت تخم‌مرغ» اشاره نمود.